# Igreja dos Terceiros
A Igreja dos Terceiros ou Igreja dos Terceiros de São Francisco localiza-se na freguesia de Braga (São José de São Lázaro e São João do Souto), cidade e município de Braga, distrito do mesmo nome, em Portugal.
A Igreja dos Terceiros encontra-se classificada como Monumento de Interesse Público desde 1977.

## História
A igreja da Terceira Ordem Regular de São Francisco remonta a 1690, tendo sido erguida com o recurso às esmolas dos fieis.

## Características
A fachada, onde já desponta o barroco, apresenta um frontão quebrado, encimado por uma cruz e as armas de São Francisco. O nicho central exibe a imagem de Nossa Senhora da Conceição.
No interior o teto é abobadado em pedra, os altares são em talha dourada e as paredes estão azulejadas com motivos hagiográficos assinados por Nicolau de Freitas. O Retábulo Mor é da autoria de José Calheiros de Magalhães e Andrade, médico de profissão no Hospital de São Marcos, mas dedicava-se à arte.
A torre é traseira à igreja (uma solução arquitectónica típica de vários templos bracarenses).
O templo está classificado, desde 2012, como Imóvel de interesse público.
Em Abril de 2017 iniciaram-se obras de conservação e restauro que se focaram, numa primeira fase, na fachada e coberturas da igreja, incluindo o tratamento dos azulejos e restauro da torre. Na segunda fase, correspondente à restauração do interior, foram tratados os altares laterais e restaurados os azulejos, as imagens, os retábulos laterais e o soalho. A inauguração pública da intervenção ocorre a 13 de Junho de 2018.

Igreja dos Terceiros
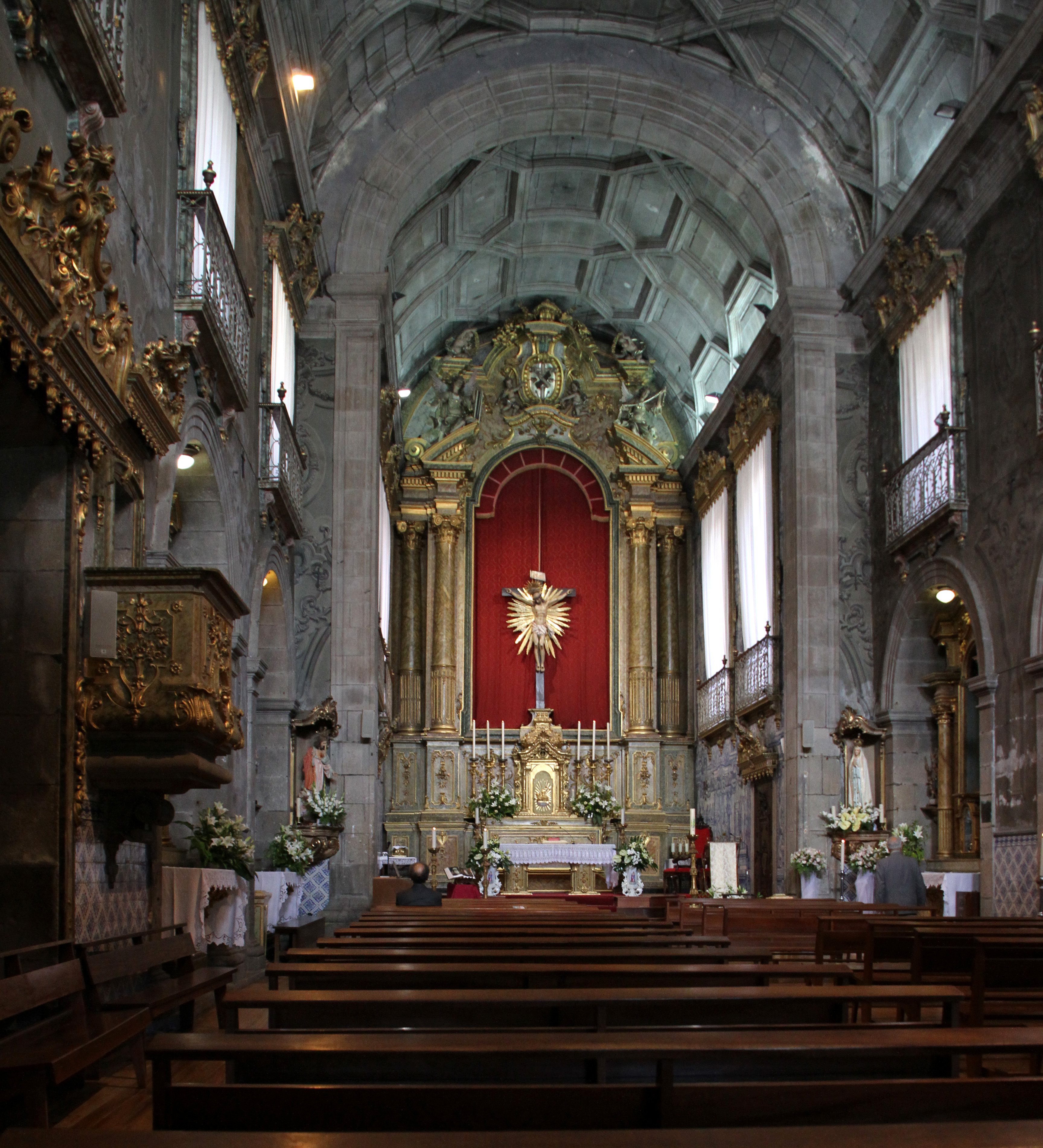
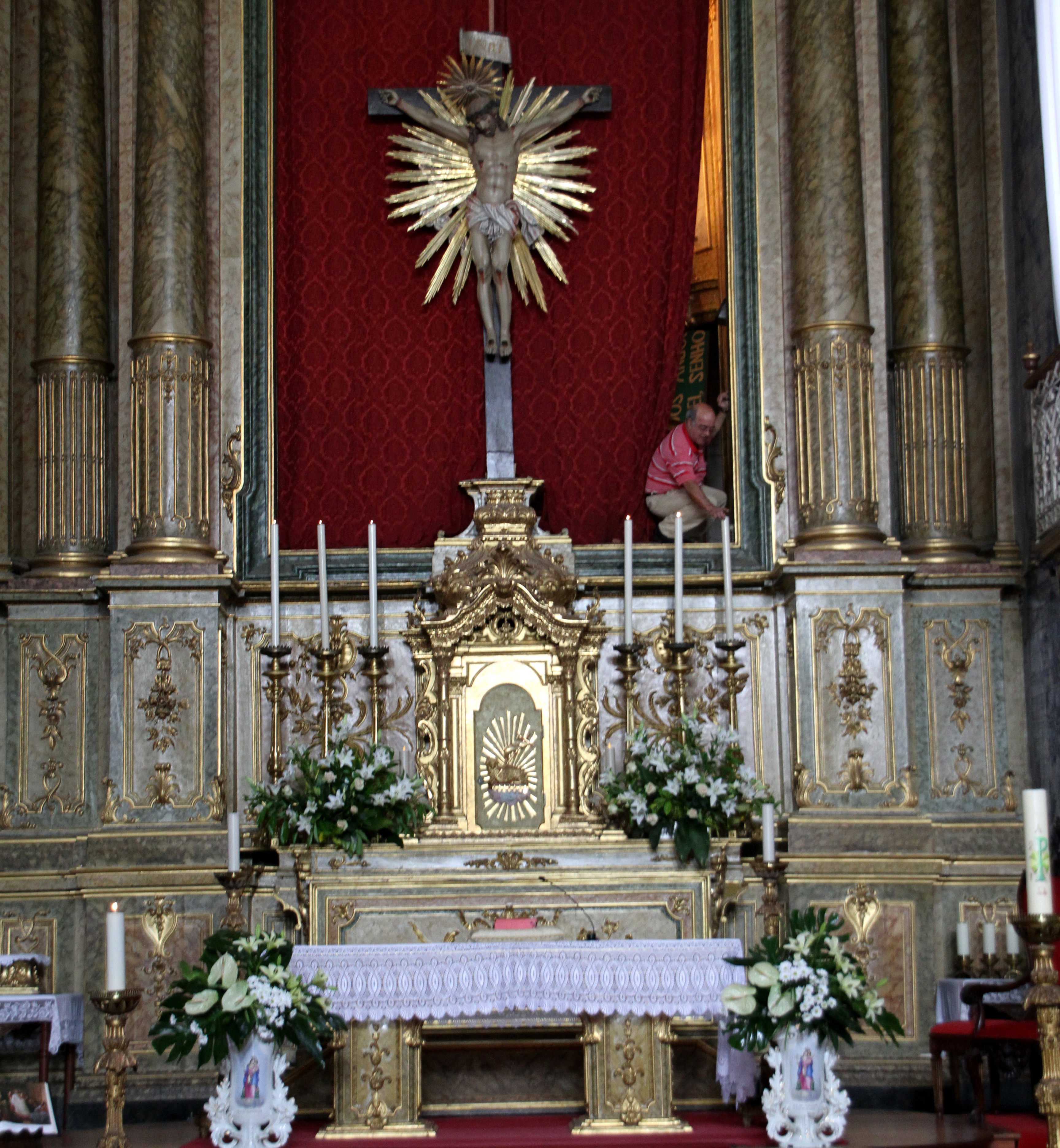
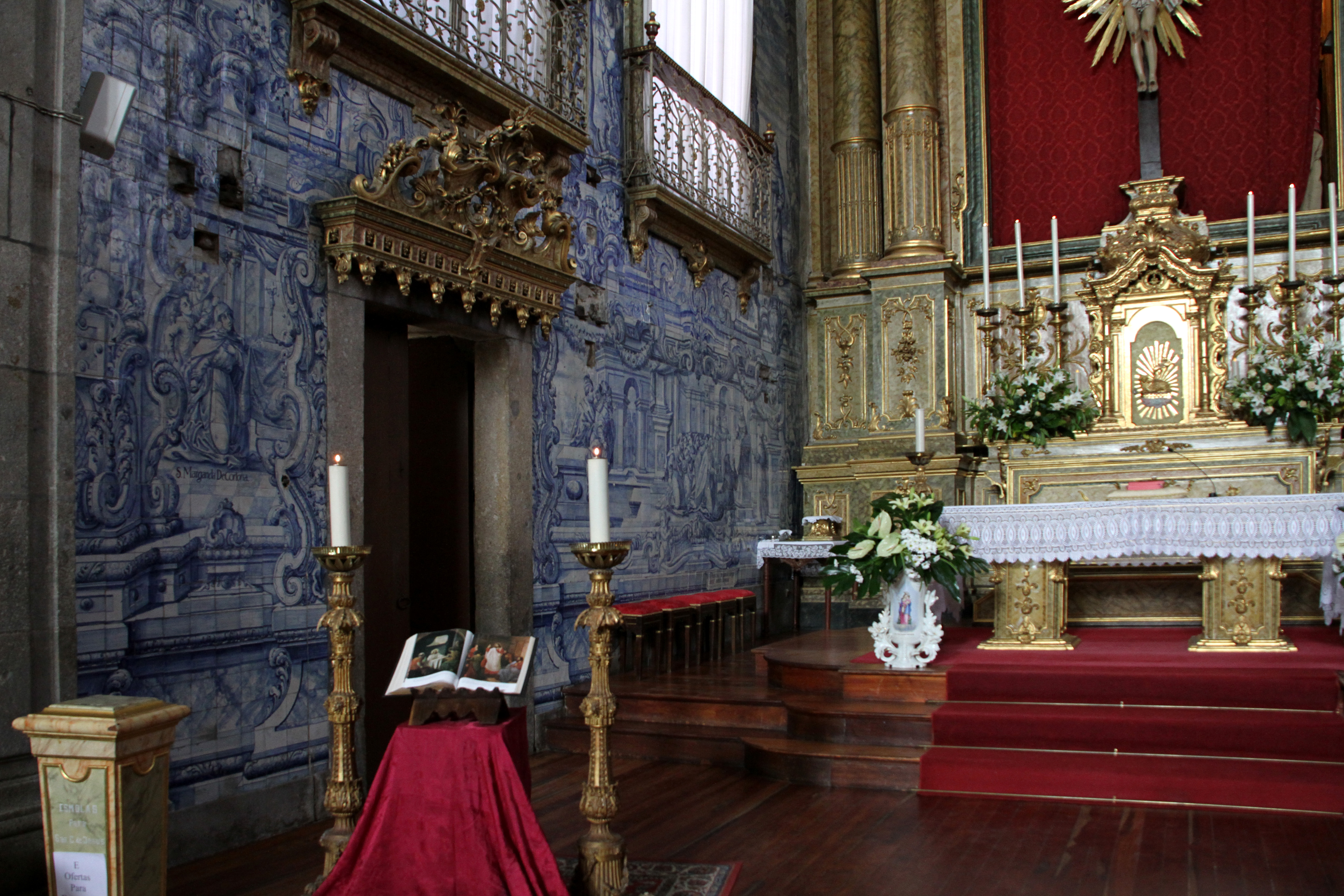
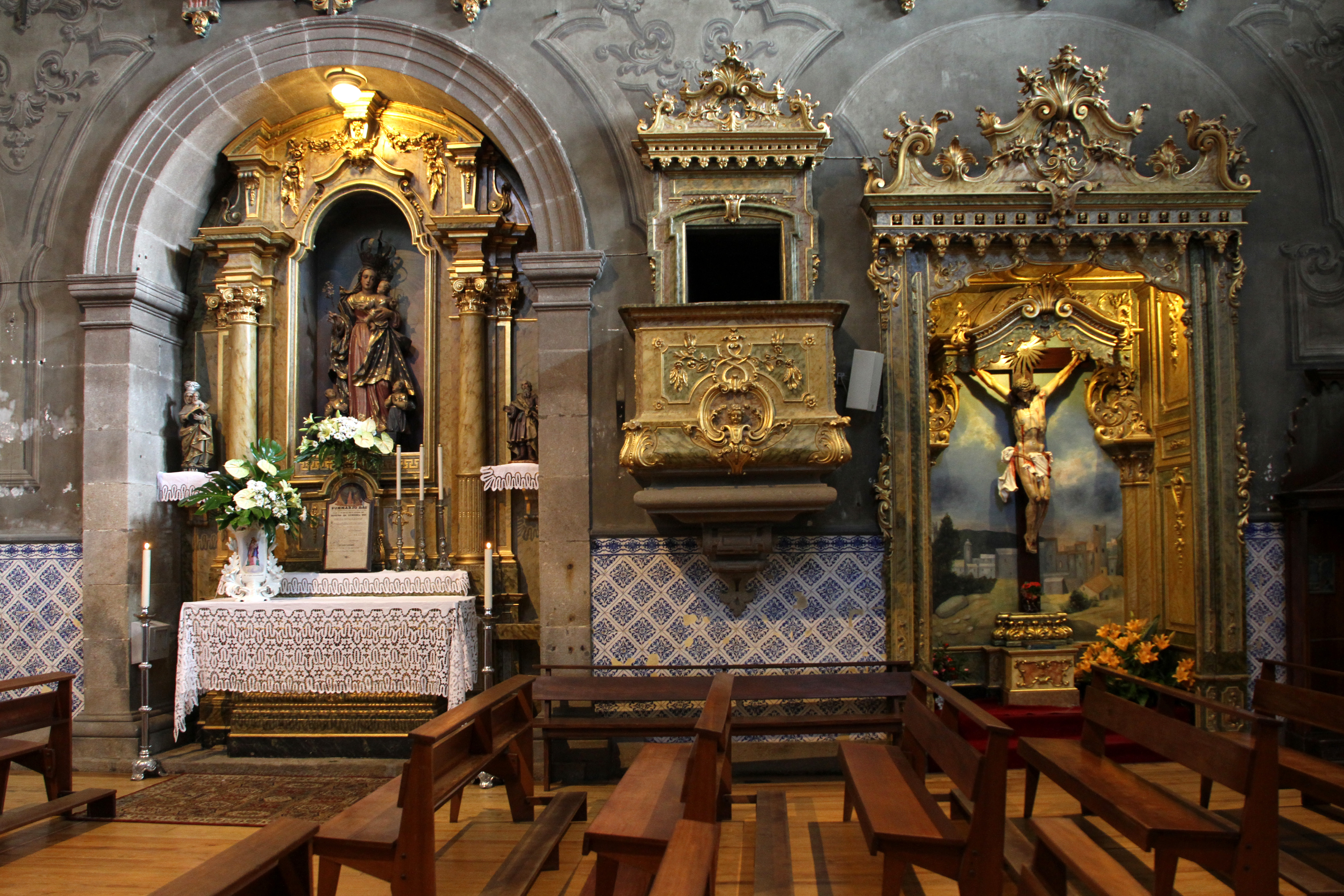